# Chrysopogon aureus
Chrysopogon aureus är en tvåvingeart som beskrevs av Clements 1985. Chrysopogon aureus ingår i släktet Chrysopogon och familjen rovflugor. Inga underarter finns listade i Catalogue of Life.